# Herbert Hart
Pour les articles homonymes, voir Hart.
H. L. A. Hart (Herbert Lionel Adolphus Hart) (1907-1992) est considéré comme un grand philosophe du droit du XXe siècle. Son principal ouvrage Le Concept de Droit (Titre original: The Concept of Law) a marqué la philosophie du droit, essentiellement dans les pays de common law. Il fut titulaire de la chaire de jurisprudence (théorie ou philosophie du droit) à l'Université d'Oxford.
Hart a développé une théorie sophistiquée du positivisme juridique dans le cadre de la philosophie analytique des années 1950.

## Biographie
Herbert Lionel Adolphus Hart est né en Angleterre le 18 juillet 1907 à Harrogate dans le Yorkshire, où ses parents s’étaient installés après avoir quittés l’Est de Londres. Il est le  fils de Rose Samson Hart et Simeon Hart. Son père, juif d'origine allemande et polonaise, occupait la profession d’artisan tailleur ; sa mère, d'origine polonaise s'occupait des relations avec la clientèle et des finances de l’entreprise familiale. Herbert Hart eut un frère prénommé Albert et une sœur du nom de Sybil.
H.L.A Hart fit ses études au new College de l’université d’Oxford, où il obtint des résultats excellents dans le Literae Humaniores (communément appelé ‘Greats’), qui comportait l’étude du Grec, du Latin, de l’histoire antique et de la philosophie.
Il termina ses études avec succès en 1930 et alla ensuite s’installer à Londres où il débuta son parcours professionnel dans le domaine juridique. Il pratiqua le droit au sein de la capitale londonienne quelques années durant, en poursuivant une brillante carrière en tant que barrister. Cependant la pratique ne suscita pas chez lui d’enthousiasme particulier. Il fut en effet quelque peu rebuté par le caractère très codifié et guindé de cet univers. Les affaires qu’il devait défendre avaient souvent tendance à heurter son sens moral et l’aspect presque mécanique que peut recouvrir la pratique juridique « ne suscitait pas chez lui de passion intellectuelle profonde ». Malgré les déconvenues dont il fit l’expérience au cours de ses années de pratique, il fit la rencontre en 1936 d’une jeune femme du nom de Jenifer Williams, « fille de juriste internationaliste, et ardente socialiste » qui deviendra son épouse en octobre 1941.
Sur le continent européen la montée en puissances des régimes dictatoriaux, avec l’arrivée au pouvoir des fascistes en Italie, des franquistes en Espagne mais surtout du parti Nazi en Allemagne, exacerba les tensions jusqu’à faire sombrer l’Europe occidentale dans la seconde guerre mondiale. Affligé d’une faiblesse cardiaque, Hart eu l’interdiction de rejoindre les troupes anglaises sur le front. Cette affliction et ses conséquences vinrent heurter son sentiment patriotique. Loin de se laisser abattre, il décida de mettre ses compétences à bon escient au sein des services d’intelligence britannique. C’est donc au sein du célèbre MI5 que Hart put servir son pays en employant ses talents dans le domaine du contre-espionnage.
En 1945, lorsque la guerre fut terminée, Hart s’interrogea sur son avenir en tant que barrister et sur son désir de reprendre la pratique juridique. Déçu de son expérience précédente, il décida de quitter ce milieu et de poursuivre une voie plus stimulante intellectuellement. Hart parvint à intégrer le New College d’Oxford, mais cette fois-ci en tant qu’enseignant dans la domaine de la philosophie. Il découvrit la discipline naissante de la philosophie analytique du langage, et bien que cette découverte fut source d’anxiété, il entreprit rapidement de « combiner de façon productive la philosophie linguistique et ses connaissances juridiques ». Durant ces années au sein du corps universitaire, Hart développa une conception personnelle du positivisme juridique ce qui lui valut en autre de se faire élire au poste de « titulaire de la chaire de Jurisprudence à l’Université d’Oxford de 1952 à 1968 ».
Après le succès de son ouvrage The Concept of Law, H.L.A Hart passa l’année 1961-1962 à l’University of California Los Angeles (U.C.L.A) où il fit la rencontre de son partenaire et rival positiviste Hans Kelsen. Durant l’année 1968 Hart publia un recueil d’essai relatif au droit pénal nommé Punishment and Responsibility et quitta son poste de titulaire de la chaire de Jurisprudence de l’université d’Oxford. Contre toute attente, il favorisa l’arrivée de Ronald Dworkin à ce poste prestigieux et ce malgré les différends intellectuels existants entre les deux philosophes. Par la suite il accepta un poste à l’University College et consacra son énergie et son temps à perpétuer la diffusion des travaux de Bentham. Puis Hart « fut élu Principal de Brasenose College » en 1972 et resta à ce poste jusqu’en 1978 avant de revenir terminer sa carrière académique à l’University College d’Oxford.
En proie depuis toujours à de forts épisodes d’anxiété, Hart sombra dans une profonde dépression au début des années 1980. Son état fut tel qu’il nécessita un traitement radical à base d’« électrochocs » afin de le faire sortir du marasme psychologique dans lequel son esprit s’était enfermé.  Il décéda paisiblement en 1992, laissant derrière lui une contribution remarquable dans le domaine de la philosophie du droit. Par ses réflexions nouvelles, qui vinrent remettre en question et  approfondir certains concepts et notions de la matière, Herbert Lionel Adolphus Hart s’inscrit dans la lignée des grands penseurs positivistes qui le précédèrent tel que Bentham et Austin.
L’impact considérable de sa pensée trouve ses manifestations les plus frappantes à travers les débats qui nourrirent, et qui continue encore aujourd’hui de nourrir, la doctrine et la philosophie juridique. L’exemple le plus parlant se trouvant peut-être dans la dispute intellectuelle opposant la théorie du positivisme juridique défendu part H.L.A Hart et celle dite « interprétative du droit » défendue par Ronald Dworkin.

## Influences et développement de sa pensée
À l’instar de beaucoup d’autres, Herbert Hart fut fortement influencé par les travaux de Jeremy Bentham et de John Austin, qui furent certainement les auteurs qui eurent l’impact le plus fort sur sa pensée et sa carrière. En effet, c’est au contact des conceptions relatives à l’essence du droit ainsi que des systèmes juridiques que Hart va développer une réflexion personnelle qui lui vaudra d’être reconnu internationalement comme l’un des grands penseurs contemporains de la philosophie juridique. 
Après son retour à Oxford en tant que professeur, il se familiarisa avec « la nouvelle philosophie analytique du langage ». Il s’attela alors à trouver le moyen d’articuler utilement cette méthode émergente avec les connaissances juridiques obtenues lors de ces années d’études puis de pratique.
La qualité indéniable de ses travaux lui assura rapidement une place dominante au sein des cercles de la philosophie du droit au Royaume-Uni. H.L.A Hart façonna un positivisme juridique propre parallèlement à celui développé par Hans Kelsen. Animé par un objectif commun avec son collègue autrichien, Hart nourrissait la « conviction que la théorie juridique constituait une approche intellectuelle tout à fait autonome pour laquelle la philosophie était la ressource maîtresse et quasi-exclusive ». Ces conceptions lui attirèrent de nombreuses critiques qui le poussèrent à se défendre contre les désaccords émis par les tenants du Réalisme américain dont l’approche très sociologique du droit s’opposait en tout point à la vision positiviste.  Ce fut aussi sa « confrontation » avec les théories jusnaturaliste de Fuller qui terminèrent d’installer durablement H.L.A Hart parmi les grands penseurs de son temps.
Ses principales contributions à la philosophie du droit se trouvent dans les ouvrages nommés Causation in the Law publié en 1959, The Concept of Law publié en 1960 et qui fut traduit en français en 1976, et Law, Liberty and Morality qui fut tiré des Stanford Lectures et qui bénéficie d’une traduction française depuis 2021.

### L'innovation de sa pensée dans le positivisme juridique
Le cœur de la théorie élaborée par Herbert Lionel Adolphus Hart se retrouve dans l’ouvrage The Concept of Law. L’une des innovations majeures repose dans la distinction qu’il opère entre deux types de règles (rules) juridiques. Selon lui tout système juridique doit être identifié comme tel à partir du moment où ce dernier est « composé de l’union de règles primaires et secondaires ». Les premières correspondant aux règles qui déterminent les comportements devant être suivi par toutes les personnes au sein d’une société. Les secondes se rapportant aux premières en ce qu’elles permettent de déterminer comment elles doivent être élaborées (rules of recognition), mise en œuvre (rules of adjudication), modifiées et abrogées (rules of changes). Parmi les règles secondaires identifiées par H.L.A Hart, il en est une sorte qui occupe une place prédominante. Ce sont celles qu’il nomme les « règles de reconnaissance » (rules of recognition).
C’est notamment cette proposition de Hart qui permit à sa théorie positiviste de se démarquer de celle de ses prédécesseurs, Jeremy Bentham et John Austin, qui pensaient le droit comme un système impliquant uniquement la mise en œuvre des « commandements d’une autorité souveraine à laquelle les sujets ont l’habitude d’obéir ». L’approche philosophique de H.L.A Hart porta un intérêt tout particulier à l’attitude critique (critical-reflective) que chaque sujet de droit adopter face aux règles juridiques. En s’intéressant à cette capacité critique exercée par tous il vint ainsi battre en brèche l’approche précédente défendue par les behaviouristes et qui consistait à ne considérer qu’une habitude d’obéissance. Avec sa théorie, H.L.A Hart vint offrir une nouvelle voie « entre le Réalisme et le droit naturel ».

### Les divergences positivistes avec Hans Kelsen
L’œuvre entreprise par H.L.A Hart fut, au même titre que celle de son homologue Hans Kelsen, d’élaborer une théorie du positivisme juridique en s’inspirant des méthodes scientifiques. Cependant, bien que mues par un même objectif, leurs visions respectives différaient, ce qui entraîna quelques bras de fer doctrinaux entre les deux juristes. Face aux critiques de Kelsen, qui affirmait qu’une norme juridique ne pouvait tirer sa force que d’une autre norme juridique lui étant supérieure, H.L.A Hart défendait l’idée qu’une « affirmation juridique peut être à la fois d’ordre empirique et d’ordre normatif ». Il s’attela donc, entre autres, à démontrer que les règles de droit se démarquaient intrinsèquement de la morale. Cette thèse de la séparation entre le droit et la morale fut l’un des moteurs principaux animant le débat entre les tenants de la théorie positiviste et ses détracteurs. Dans son dernier ouvrage Law, Liberty and Morality H.L.A Hart « ressuscite le projet normatif de la tradition utilitariste libérale » et développe un argumentaire complet exaltant la protection des libertés individuelles face aux défenseurs des théories intégrant les règles de la morale comme étant partie intégrante du système juridique.

### Oppositionjusnaturalisteà la théorie de H.L.A Hart
L’opposition théorique entre Hart et son adversaire le plus virulent fut si vive qu’elle est aujourd’hui considérée comme un « duel qui mit aux prises, trente ans durant Herbert Hart et Ronald Dworkin ». Si en apparence la dispute entre les deux théoriciens du droit sembla porter sur le rôle du juge dans la création du droit, notamment à travers les cas de "hard cases", elle concerna en réalité l’existence et la nature de la relation entre droit et morale.  Pour le positiviste convaincu qu’était Hart le droit et la morale formaient deux notions distinctes que la raison forçait à considérer indépendamment l’une de l’autre et ce bien qu’il reconnût qu’elles partagaient des points communs indéniables. L’une des critiques principales émises par Ronald Dworkin à l’encontre de la théorie de H.L.A Hart fut de soutenir qu’au contraire le droit ne pouvait pas être raisonnablement isolé de la morale. Il fit aussi observer que la solution mise en avant par H.L.A Hart ne suffisait pas à expliquer certains comportements. En utilisant l’exemple des "hard cases", Dworkin explique que le juge doit s’en référer à des principes souvent implicites mais néanmoins intrinsèques aux règles de droit. Conscient des lacunes de sa théorie, H.LA Hart consacra la fin de sa carrière à tenter de répondre aux critiques émises par Dworkin mais sans jamais pouvoir réellement y parvenir. Incapable de véritablement saisir la théorie extrêmement malléable de son adversaire, Hart en conclut finalement que les deux conceptions philosophiques étaient si diamétralement opposées que lui et Dworkin ne traitaient pas des mêmes objets, balayant ainsi d’un revers d’argument toute possibilité de discussion.

## Publications

### Ouvrages
- 1953 : Definition and Theory in Jurisprudence
- 1959 : Causation in the Law avec Tony Honoré (en)
- 1961 : The Concept of Law Oxford: Oxford University Press
  - Traduction française Le concept de droit, trad. M. van de Kerchove, 2e éd., Bruxelles, Publications des Facultés universitaires Saint-Louis, 2005
- 1963 : Law, Liberty and Morality
- 1964 : The Morality of the Criminal Law
- 1968 : Punishment and Responsibility
- 1982 : Essays on Bentham: Studies in Jurisprudence and Political Theory
- 1983 : Essays in Jurisprudence and Philosophy

### Articles
- 1958 : « Positivism and the Separation of Law and Morals », in Harvard Law Review, 1958, 593-629